# Juan Esteban Pedernera
Juan Esteban Pedernera (né le 25 décembre 1796 à San José del Morro, province de San Luis - mort le 1er février 1886 à Buenos Aires) est un homme d'État, président de la Confédération argentine du 5 novembre au 12 décembre 1861, après la démission du président Santiago Derqui provoquée par une insurrection à Buenos Aires.

## Biographie

### Carrière militaire
Juan Esteban Pedernera est né à San José del Morro, fils de Juan Esteban de Quiroga et de Dominga Pedernera y Calderón.  
En 1815, il rejoignit le régiment de grenadiers à cheval sous le commandement de José de San Martín, avec lequel il traversa les Andes et participa aux combats de Chacabuco, Cancha Rayada et Maipú. Sous les ordres de Marcos Balcarce, il participa à la deuxième campagne dans le sud du Chili, se battant lors de la bataille de Bío Bío.
Il a également fait campagne au Pérou, où il est tombé aux mains des Espagnols et a été libéré à Callao. En 1822, il épouse une femme péruvienne Juana Rosa Heredia Cañas. Il a participé ensuite à la campagne intermédiaire en combattant à Ica, Mirave, Torata, Moquegua et Zepita. En fuite après l'échec de la campagne, son bateau fut pris par des corsaires espagnols et il fut fait prisonnier sur l'île de Chiloé. Il s'est échappé quelque temps plus tard et est retourné en Argentine avec son épouse vers 1826.
En tant que commandant d'un régiment, il a pris part à la guerre du Brésil, mais seulement après la bataille centrale d'Itzaingó.

### Le dernier président de la Confédération
En 1855, il fut élu sénateur national par San Luis au Congrès de Paraná. Un an plus tard, il est nommé commandant de la division de l'armée du Sud, basée à San Luis. En décembre 1858, lorsque le meurtre du général Nazario Benavídez fut connu, il occupa la province de San Juan avec ses troupes et obtint l'intervention du gouvernement fédéral dans cette province.
En 1859, il fut élu gouverneur de sa province. Il s'est presque exclusivement consacré à l'organisation de forces militaires pour se défendre contre l'agression de l'État de Buenos Aires. Il a participé à la bataille de Cepeda, qui a contraint Buenos Aires à rejoindre le reste du pays, en octobre 1859. Il faisait partie de la commission qui a signé le pacte de San José de Flores avec le gouvernement de Buenos Aires.
Peu de temps après, il fut élu pour intégrer le gouvernement en tant que vice-président de Santiago Derqui, qui vainquit les forces unitaires de Mariano Fragueiro et Antonino Taboada le 6 mars 1859. Il assuma la vice-présidence et dut remplacer plusieurs fois Derqui;  surtout quand il s’est installé à Córdoba pour diriger l’intervention et préparer l’armée à la nouvelle confrontation avec Buenos Aires.
Après la défaite de Justo José de Urquiza à la bataille de Pavón en 1861 et après sa défection, Derqui se retira du pays, laissant une lettre interprétant sa démission. Pedernera a assumé la présidence, avec l'intention de convaincre l'ancien président d'affronter les unitaires. Mais tout a été vain et après la défaite de Cañada de Gómez, le gouvernement de la Confédération pris fin, laissant le pouvoir à Bartolomé Mitre, nouveau président de la République. Pedernera fut président pendant 38 jours.
Il se retira à San Luis et mourut à Buenos Aires en février 1886.  Ses restes sont inhumés au pied de l'imposant monument équestre inauguré en 1915, qui l'honore.